# Google Summer of Code
Google Summer of Code là một dự án hỗ trợ việc phát triển các dự án mã nguồn mở của Google thông qua việc kêu gọi và hỗ trợ về kinh phí cho các sinh viên phát triển các dự án phần mềm nguồn mở đó. Dự án được bắt đầu vào năm 2005, và được tổ chức hằng năm.